# 圣安娜 (加利福尼亚州)
圣安娜（英語：Santa Ana，/ˌsæntə ˈænə/）是美国加利福尼亚州南部橘郡的首府，位於西南圣安娜河畔，為「洛杉磯－長灘－聖塔安娜」都會區的主要城市之一。根據2010年美國人口普查，該市人口為324,528人。